# Bataille du Blavet
Guerres de Religion
Batailles
Guerres de Religion en France
Prélude
- Mérindol (1545)
- Amboise (1560)
- Colloque de Poissy (1561)

Première guerre de Religion (1562-1563)
- Édit de Saint-Germain (1562)
- Massacre de Wassy (1562)
- Toulouse (1562)
- Vergt (1562)
- Rouen (1562)
- Dreux (1562)
- Orléans (1563)
- Paix d'Amboise (1563)

Deuxième guerre de Religion (1567-1568)
- Surprise de Meaux (1567)
- Michelade (1567)
- Saint-Denis (1567)
- Chartres (1568)
- Paix de Longjumeau (1568)

Troisième guerre de Religion (1568-1570)
- Jarnac (1569)
- La Roche-l'Abeille (1569)
- Poitiers (1569)
- Orthez (1569)
- Montcontour (1569)
- Saint-Jean-d'Angély (1569)
- Arnay-le-Duc (1570)
- Rabastens (1570)
- Paix de Saint-Germain-en-Laye (1570)

Quatrième guerre de Religion (1572-1573)
- Saint-Barthélemy (1572)
- Sancerre (1572-1573)
- Sommières (1573)
- La Rochelle (1573)

Cinquième guerre de Religion (1574-1576)
- Dormans (1575)
- Édit de Beaulieu (1576)

Sixième guerre de Religion (1577)
- Paix de Bergerac (1577)
- Édit de Poitiers (1577)

Septième guerre de Religion (1579-1580)
- Traité de Nérac (1579)
- Paix du Fleix (1580)

Huitième guerre de Religion (1585-1598) 
Guerre des Trois Henri

- Traité de Joinville (1584)
- Édit de Nemours (1585)
- Jarrie (1587)
- Coutras (1587)
- Vimory (1587)
- Auneau (1587)
- Journée des Barricades (1588)
- Arques (1589)
- Ivry (1590)
- Paris (1590)
- Journée des Farines (1591)
- Chartes (1591)
- Poncharra (1591)
- Châtillon (1591)
- Rouen (1591-1592)
- Craon (1592)
- Port-Ringeard (1593)
- Fort Crozon (1594)
- Fontaine-Française (1595)
- Doullens (1595)
- Amiens (1597)
- Édit de Nantes (1598)

Rébellions huguenotes (1621-1629)
- Saumur (1621)
- Saint-Jean-d'Angély (1621)
- La Rochelle (1621)
- Montauban (1621)
- Riez (1622)
- Royan (1622)
- Sainte-Foy (1622)
- Nègrepelisse (1622)
- Saint-Antonin (1622)
- Montpellier (1622)
- Saint-Martin-de-Ré (1622)
- Traité de Montpellier (1622)
- Blavet (1625)
- Île de Ré (1625)
- Traité de Paris (1626)
- Saint-Martin-de-Ré (1627)
- La Rochelle (1627-1628)
- Privas (1629)
- Alès (1629)
- Montauban (1629)
- Paix d'Alès (1629)

Révocation de l'édit de Nantes (1685)
La bataille du Blavet a lieu le 17 janvier 1625 au Port de Blavet (l'actuel Port-Louis en Bretagne) entre une force huguenote commandée par Benjamin de Rohan, seigneur de Soubise, et une flotte royale française sous le commandement du duc de Nevers. La bataille fut le premier combat de la deuxième révolte huguenote des années 1620.

## Déroulement
Le Traité de Montpellier de 1622 a mis fin à la première révolte huguenote contre le roi Louis XIII, prévoyant la garantie de quelques places de sûreté pour les protestants. Cette clause ne sera jamais réellement respectée. En même temps, les huguenots rêvaient de gagner leur indépendance du pouvoir catholique, à l'instar des protestants aux Provinces-Unies contre l'Espagne.
Une flotte de cinq navires de guerre se préparait à Blavet, pour aller faire le blocus de la ville de La Rochelle. Des émissaires portant requêtes et suppliques furent envoyés à Paris pour obtenir l'exécution du traité de Montpellier, mais en vain.
Benjamin de Rohan se résolut à prendre des mesures. Avec quelques navires qu'il avait préparés à Chef-de-Baie, près de La Rochelle, il mit les voiles, et attaqua Blavet en janvier 1625,. Il disposait de 12 petits bateaux, 300 soldats bien armés et 100 marins. Six grands navires royaux étaient à l'ancre, tous bien armés avec des canons, mais il manquait des hommes et des munitions.
Avec trois cents soldats et cent matelots, Benjamin de Rohan cingle sur Blavet, attaque le plus grand vaisseau, La Vierge, le plus grand navire de guerre connu de la période : il jaugeait 500 tonnes, avait 80 canons de bronze, et sa construction avait coûté 200 000 couronnes. Soubise y monte l'épée à la main et s'en empare, met ensuite pied à terre pour aller attaquer le fort, y trouve plus de résistance que prévu, campe pendant trois semaines, retenu par des vents contraires, et voit arriver le duc de Vendôme, gouverneur de Bretagne. Afin de lui fermer la retraite, l'entrée du port est barrée avec des chaînes et un énorme câble. Soubise soutient la canonnade, puis enfin, à la faveur du vent, force les barrières qui lui interdisent la sortie du port, et fait voile vers l'île de Ré, emmenant avec lui quinze vaisseaux de la flotte royale. Ce coup de chance le rend maître des mers de Nantes à Bordeaux. Désavoué un temps par le parti protestant, qui le traitait de corsaire, il devient après sa victoire le héros du parti.
Après sa victoire, Benjamin de Rohan, désormais en possession d'une flotte formidable de 70 navires, va jeter l'ancre à l'Île de Ré. Ces événements entraînèrent une forte réaction du roi Louis XIII, qui organisa une contre-attaque en septembre 1625, aboutissant à la reprise de l'Île de Ré, et Benjamin de Rohan dut fuir en Angleterre. Il revint deux ans plus tard avec une grande flotte sous les ordres du duc de Buckingham, conduisant à l'épreuve de force finale du siège de La Rochelle (1627-1628).

## Sources et bibliographie
- (en) Eyre Evans Crowe, The history of France, vol. 3, Longman, Brown, Green, Longmans, and Roberts, 1863 (lire en ligne)